# Бернардо Буонталенті
Бернардо Буонталенті (італ. Bernardo Buontalenti 1531, Флоренція — 1608) — ключова фігура флорентійського маньєризму разом із Франческо Сальвіаті і Джорджо Вазарі, ерудит, архітектор і військовий інженер, художник і дизайнер, театральний декоратор.

## Життєпис
Переказують, що втратив батьків під час повені, що час від часу відбувались у Флоренції. Юнаком був взятий на виховання в родину Медічі. Отримав надзвичайно якісну освіту , бо навчався художнім навичкам та технологіям у відомих на той час і багато обдарованих митців, серед яких Франческо Сальвіаті, Бронзіно, Джуліо Кловіо, Джорджо Вазарі. Сам вивчав архітектуру Бартоломео Амманаті та скульптури Мікеланджело Буонарроті, і став ерудитом. Належав до першої генерації надзвичайно обдарованих митців-маньєристів Флоренції, що зробило місто одним із відомих центрів італійського маньєризму  взагалі. 

## Військовий інженер і архітектор
Рано покинув живопис, що викликало незадоволення Джорджо Вазарі, котрий вбчав в цьому втрату для мистецтва Флоренції. Спеціалізувався на фортифікації і архітектурі, що добре забезпечувало потреби. Як архітектор вибудував Палаццо Б'янки Капелло, був причетний до будівництва і добудов палаццо Уффіці, палаццо Нонфініто, добудовув фасад церкви церкви Санта Трініта. Як фортифікатор працював над зміцненням фортечних укріплень в містах Неаполь, Флоренція, Портоферайо, Ліворно, Пістоя, Прато. Зробив удосконалення в конструкції гармат і віднайшов новий тип запалювальних гранат.

## Надвірна кар'єра
Зростав і виховувався в оточенні великого герцога Тосканського Франческо І де Медічі. Був радником герцога в питаннях мистецтва як фахівець широкого профілю. Супроводжував герцога Франческо І де Медічі в 1562 та 1563 рр. під час візиту того в Іспанію. Зв'язок із герцогом обірвала смерть Франческо І 1687 року.
Наближеність до герцогського двору сприяла архітектурній кар'єрі Бернардо Буонталенті, котрий став наглядачем за фортифікаційними спорудами Флоренції. Сприяв перебудовам і збільшенню фортів міста Ліворно, як фортифікатор працював в різних містах Італії. 

## Майстерня у Флоренції
Мав власну майстерню у Флоренції, де роками працював дизайнером меблів, ювелірних виробів, речей ужиткового вжитку.  Іноді працював художником мініатюр у рукописах. Частка речей прикрашала кабінет великого герцога, а згодом перейшла до збірок Уффіці. Працював декоратором під час свят герцогського двору, деяка кількість дизайну декору і феєрверків у малюнках збережена у фондах галереї Уффіці.

## Оригінальні вівтарні сходинки роботи Буонталенті

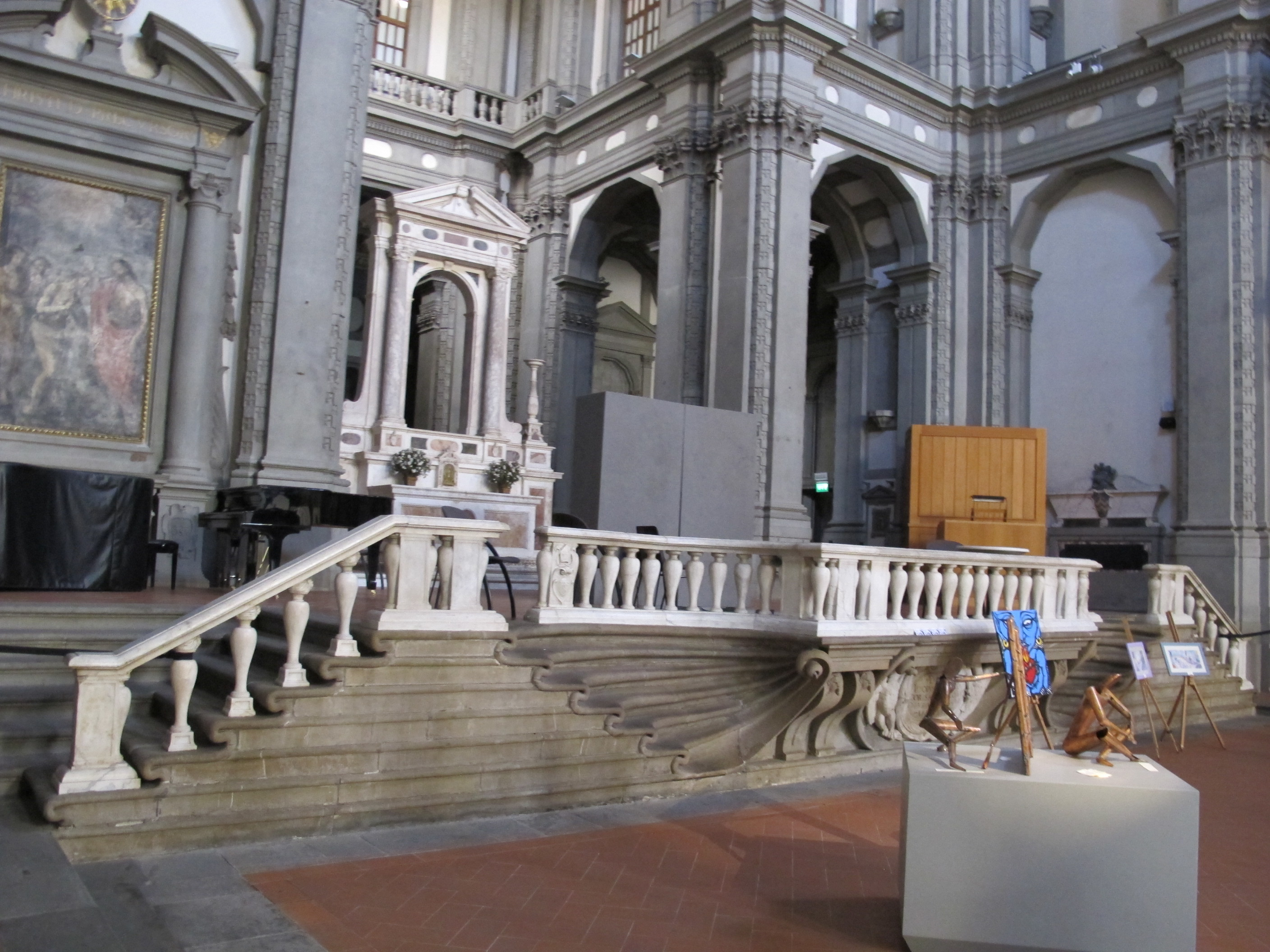
Вівтарні сходинки роботи Буонталенті, перенесені до церкви Санто-Стефано-аль-Понте.

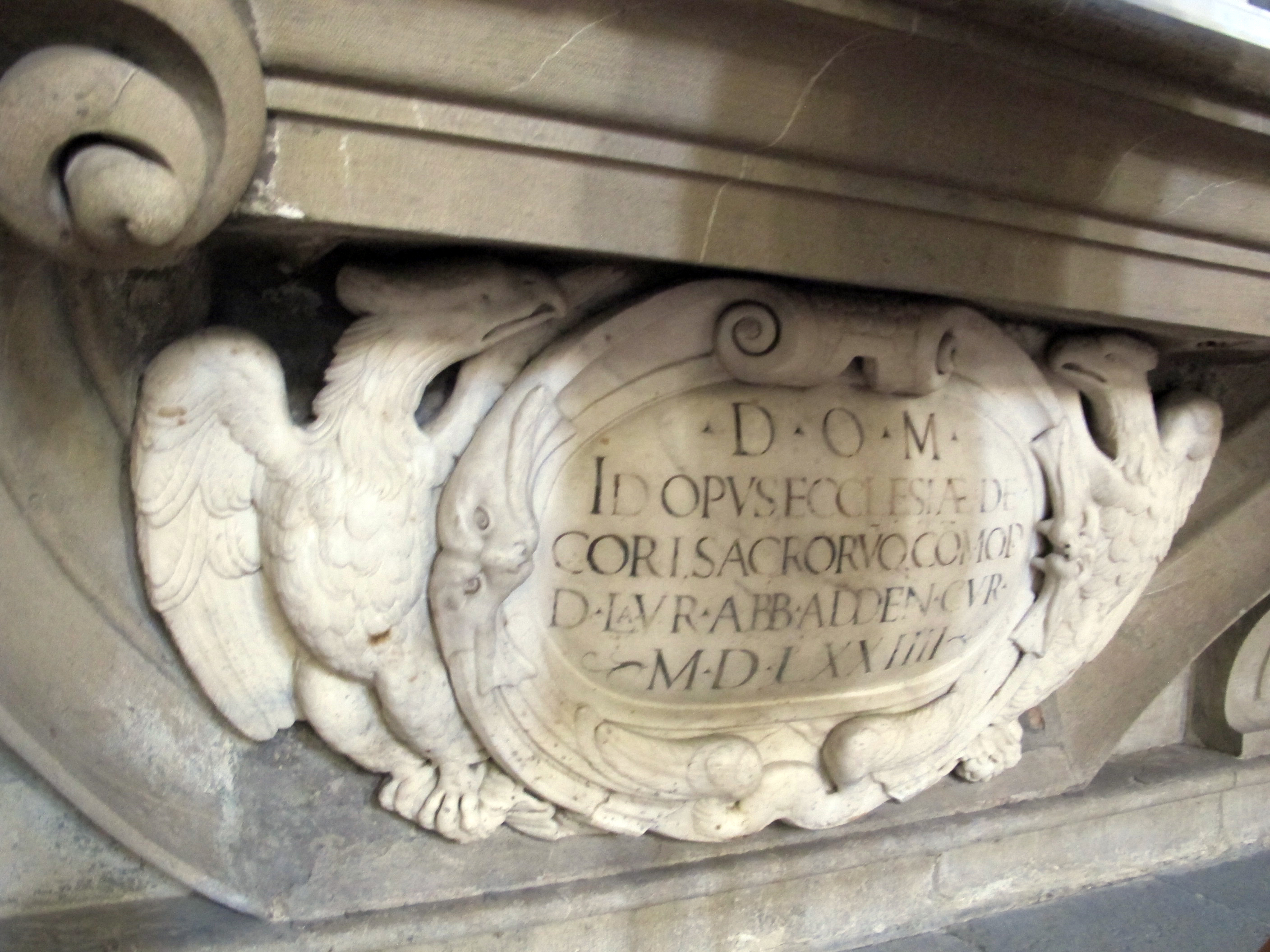

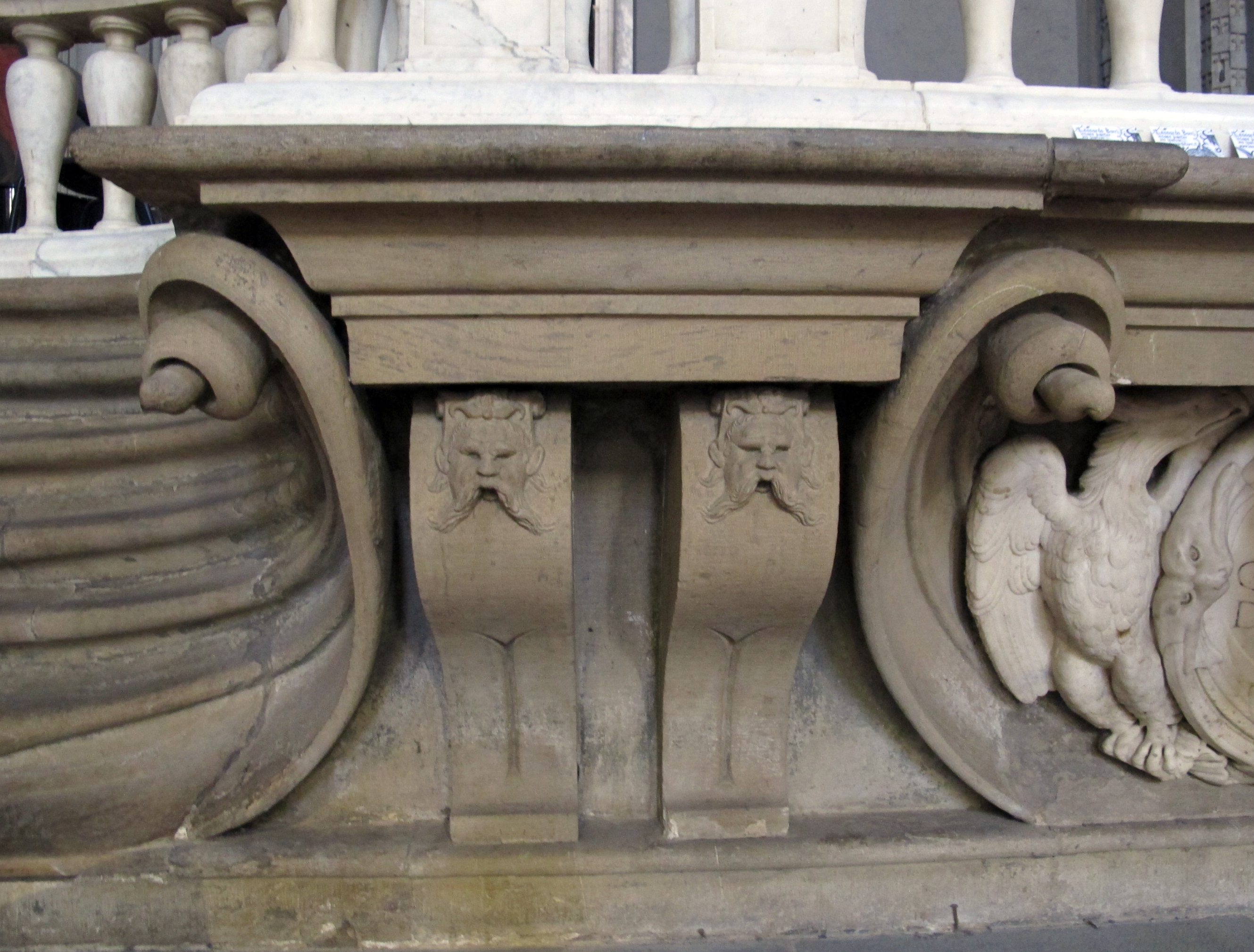

Флоренція була відомим центром маньєризму в Італії. Майстри флорентійського маньєризму першої генерації, майстри високої обдарованості і ерудиції, активно розробляли тему сходинок первісно в теорії, помітно менше — в практиці. Поштовхом до розробок можна вважати проект вигадливих (і цілком маньєристичних ) сходинок, запропонованих і реалізованих Мікеланджело Буонарроті у флорентійській бібліотеці Лауренціана.
Неможливість реалізації задумів сприяла появі вигадливих і надто незвичних сходинок в малюнках маньєристів, частково — у фресковому живопису.  Часто звертався до створення варіантів сходинок і постійно демонстрував ерудицію Джорджо Вазарі як у власних картинах («Кузня бога  Вулкана », «Пророк Елеазар»,обидві галерея Уффіці ), так і у власних фресках ( фрески палаццо Канчеллерія, Рим).
Бернардо Буонталенті був майстром перехідної доби від пізнього маньєризму до раннього бароко. Ця обставина особливо відбилась у створенні ним 1574 року оригінального варіанту вівтарних сходинок у церкві Санта Трініта. Буонталенті створив із сходинок справжній арт-об'єкт, цікаво обробивши і оздобивши сходинки балясинами, рельєфами. Незвичною, наче виліпленою з гнучкої глини, була середина сходового майданчика, що була висунута уперед і підтримана кам'яними кронштейнами.
В XIX столітті була рішуче і необережно проведена реставрація церкви Санта Трініта, коли з неї варварські видалили барокові оздоби, бароковий вівтар і сходинки роботи Буонталенті, а церкву силоміць повертали до доби готики, котру вважали тоді престижною. 
Але поруйнувати сходинки роботи Буонталенті навіть у XIX ст. не наважились. Їх видалили і перенесли у церкву Санто-Стефано-аль-Понте у Флоренції.

## Вибрані архітектурні споруди
- Палаццо Бьянки Капелло, Флоренція
- Вілла Медічі в Пратоліно
- Палаццо Геріні, Флоренція
- Фонтан делло Спроне
- Палаццо Рікарді, добудови
- Палаццо Уффіці, добудови
- Палаццо Реале, Сієна
- Палац дожів, Піза

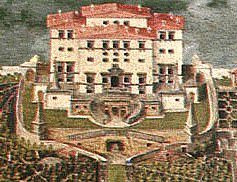
Вілла Медічі в Пратоліо, первісний вигляд (зруйнована)

- Церква Санта Трініта (Флоренція), бароковий фасад, оригінальні вівтарні сходинки
- Вілла Медічі ді Серавецца, Лукка
- Грот Мадам для Йоанни Австрійської, дружини Франческо І де Медічі (Сади Боболі, Флоренція)
- Палаццо Нонфініто, нині Національний музей антропології і етнографії, Флоренція
- фортечні укріплення в містах Неаполь, Флоренція, Портоферайо, Ліворно, Пістоя, Прато.

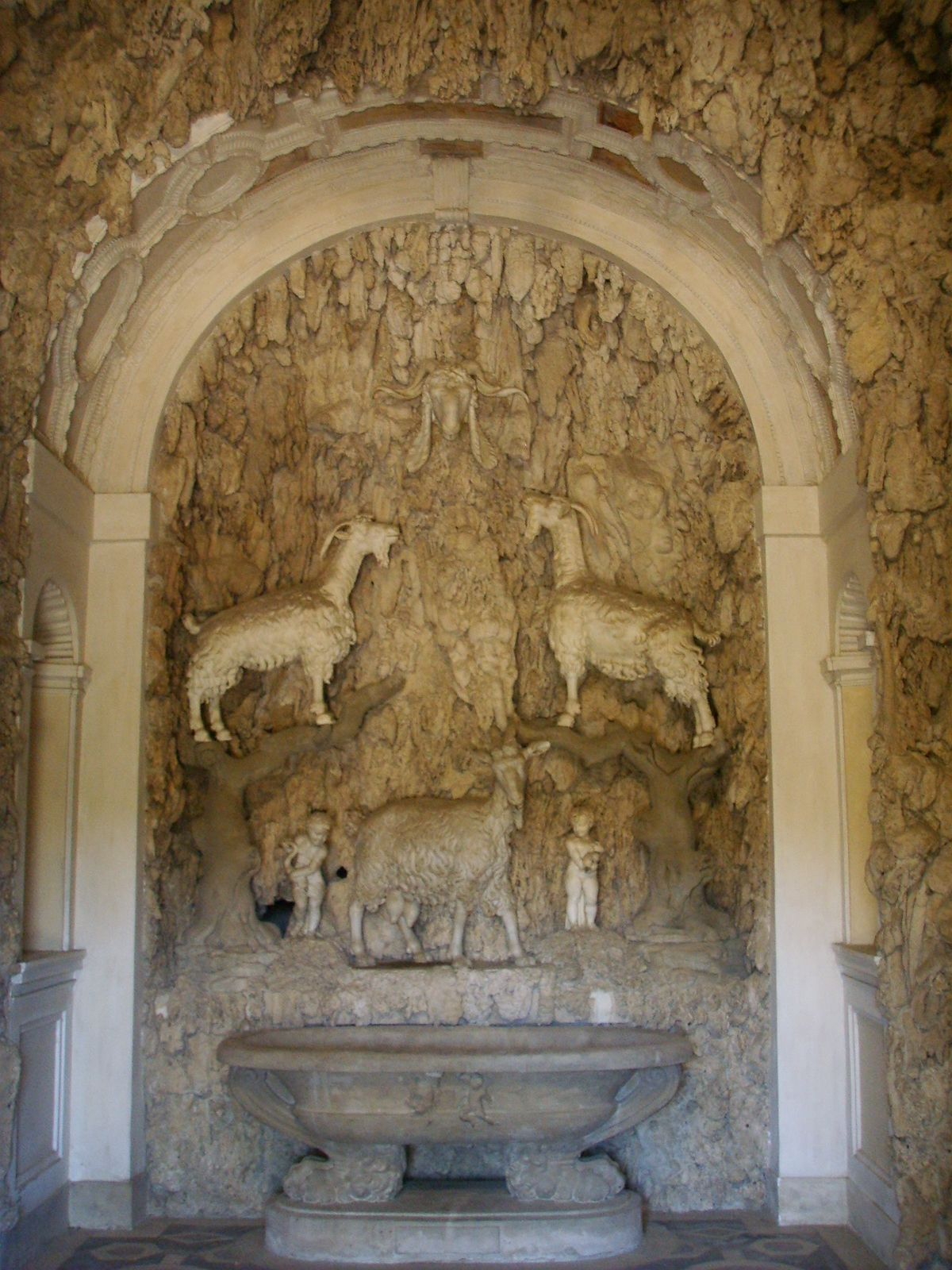
Грот Мадам
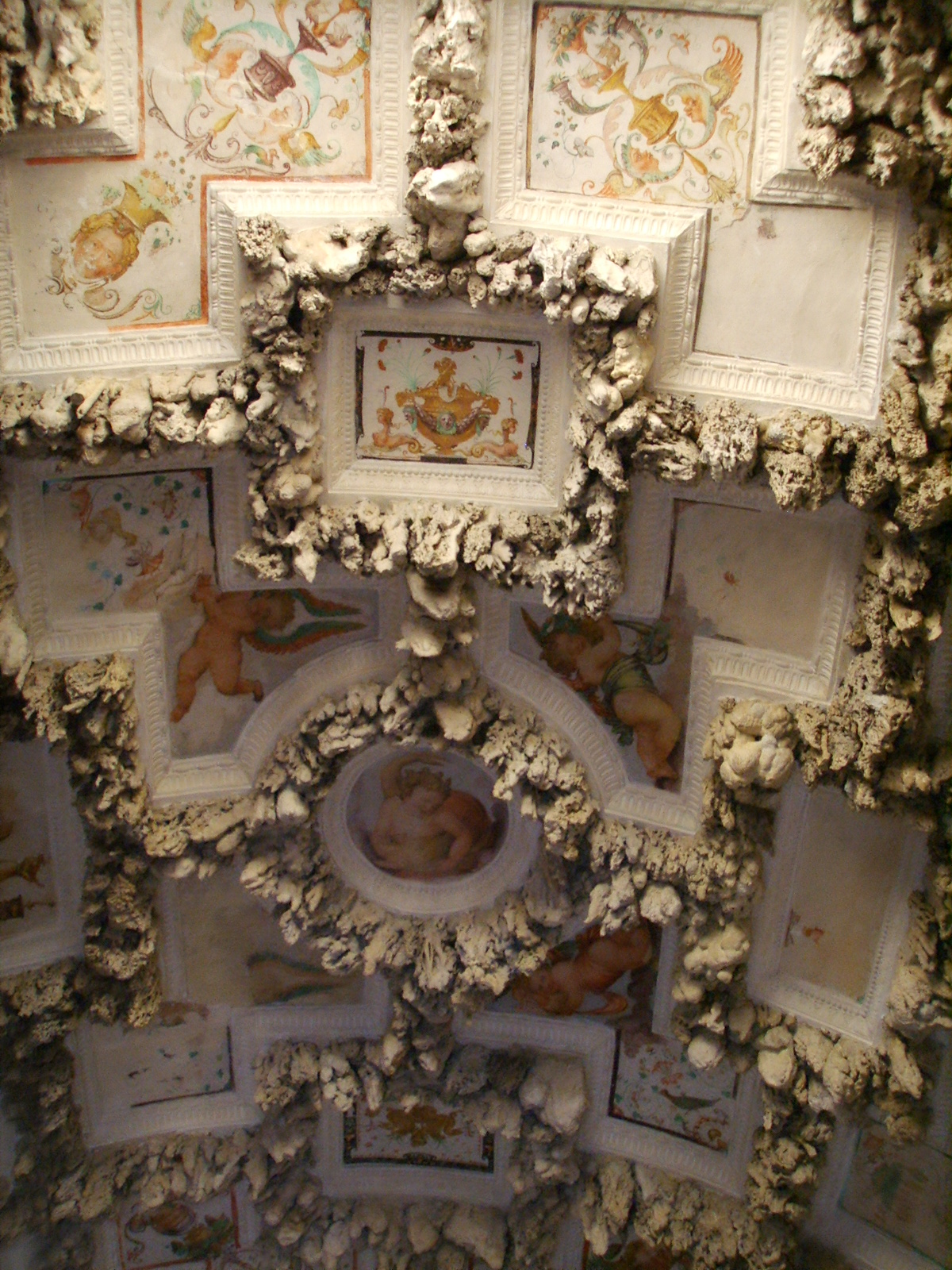
Грот Мадам. Ліплений декор стелі
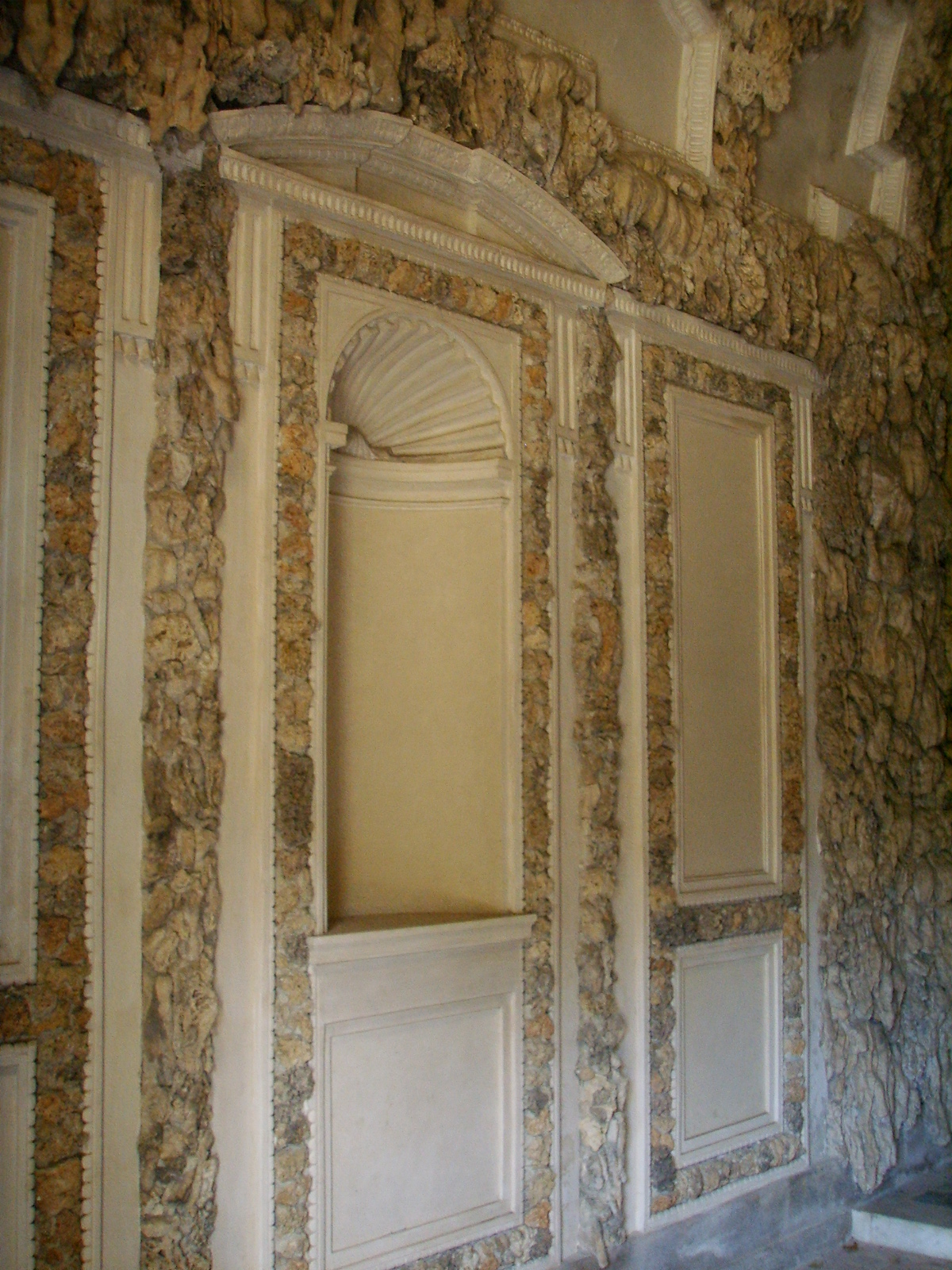
Декор ніші для скульптури

## Галерея

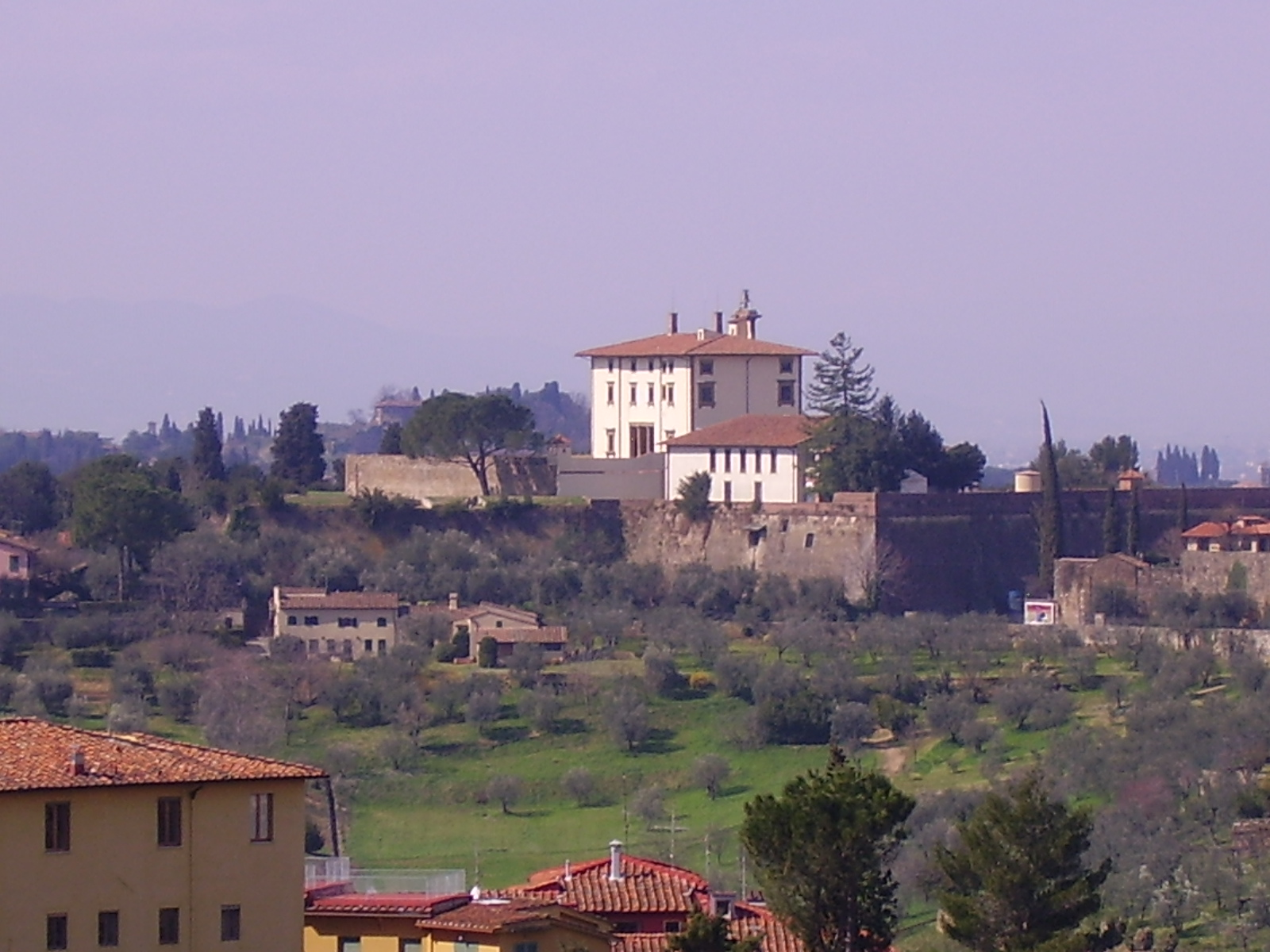
Сади Боболі. Форт Бельведер.

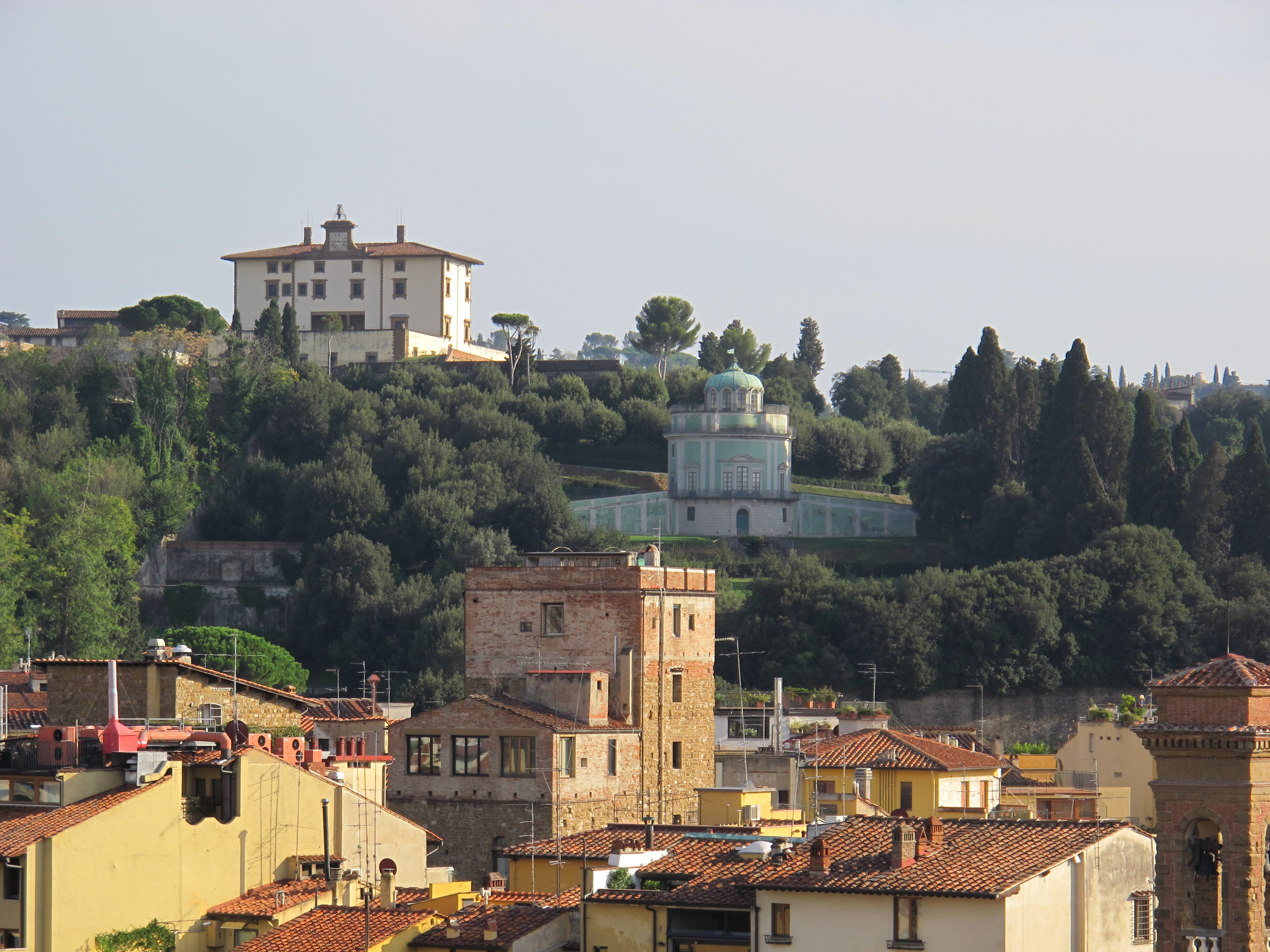
Форт Бельведер над дахами Флоренції.
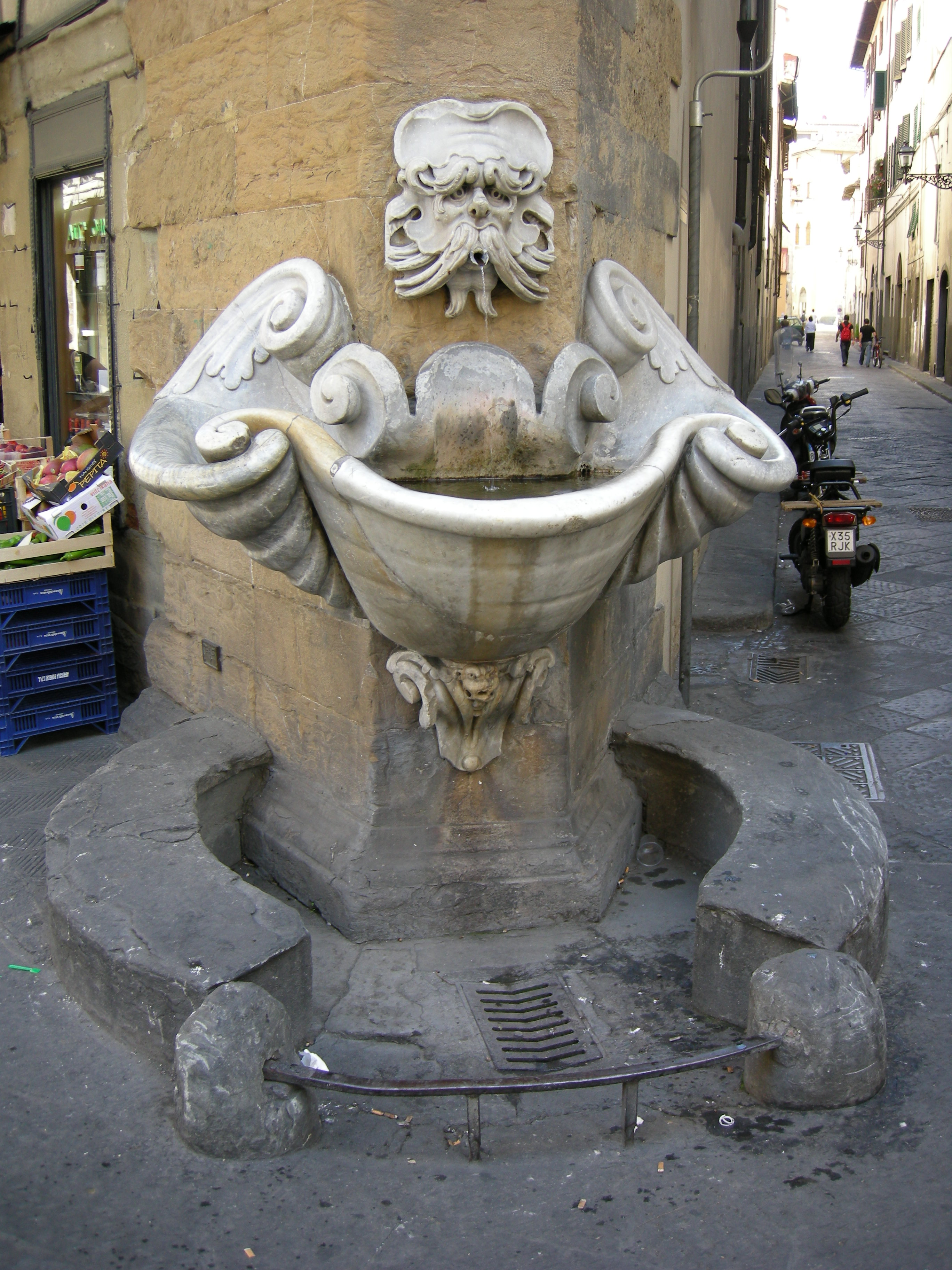
Фонтан делло Спроне, Флоренція
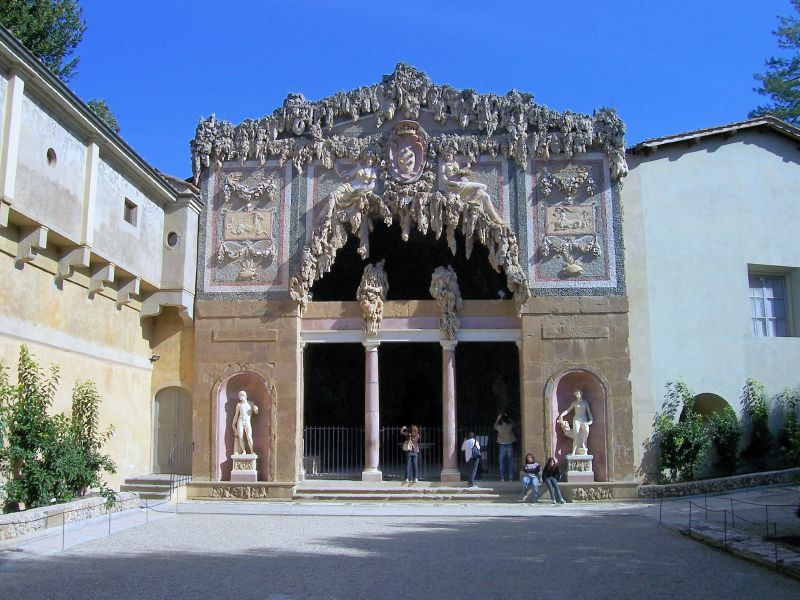
Грот Буонталенті, Сади Боболі.
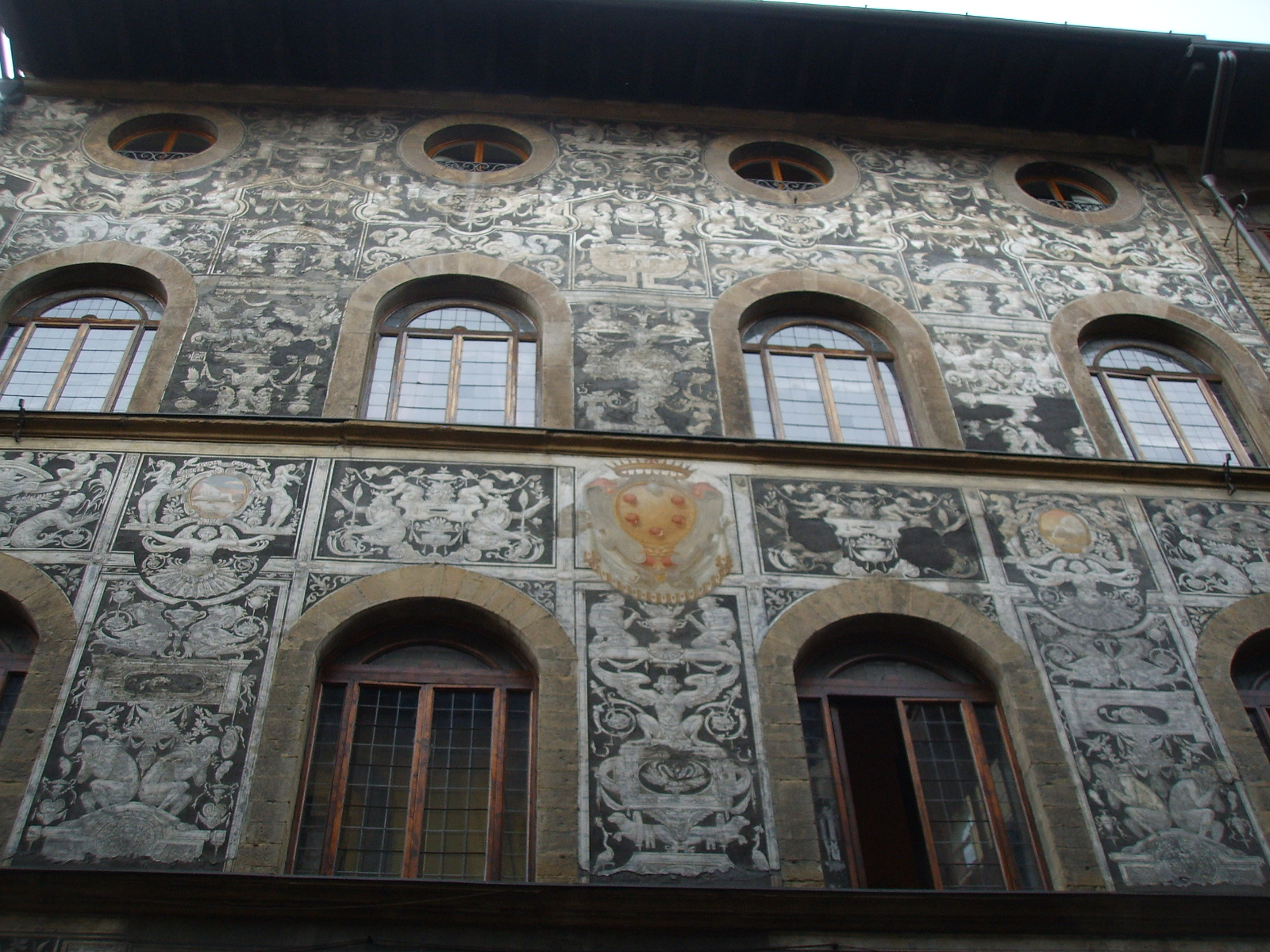
Палаццо Бьянки Капелло. Гризайль роботи Джорджо Вазарі.